# Someday (No-Angels-Lied)
Someday (englisch für „eines Tages“, „irgendwann“) ist ein Popsong der deutschen Girlgroup No Angels. Das Lied wurde von den schwedischen Musikern Niklas Hillbom und Thomas Jansson geschrieben sowie von Thorsten Brötzmann für das dritte Studioalbum Pure produziert. Der Titel wurde am 14. Juli 2003 als zweite Vorabauskopplung des Albums veröffentlicht und erreichte Platz fünf der deutschen Singlecharts.

## Hintergrund
Someday wurde gemeinsam von den schwedischen Musikern Niklas Hillbom und Thomas Jansson verfasst und komponiert. Das Lied ist die Originalfassung des von Jansson produzierten und Michel Rostaing in französischer Sprache umgeschriebenen Songs Sans toi (französisch für „ohne dich“), den die Sängerin Ève Angeli im Jahr 2002 aufgenommen hatte und später auf ihrem zweiten Studioalbum Nos différences veröffentlicht worden war. Den No Angels war Someday im Vorfeld der Aufnahmen zu ihrem dritten Studioalbums Pure (2003) präsentiert und zur Veröffentlichung angeboten worden. Die Produktion ihrer späteren Version übernahm Thorsten Brötzmann, der bereits an Elle’ments (2001) und Now … Us! (2002), den beiden vorherigen Alben der Band, mitgewirkt hatte. Premiere feierte Someday am 13. März 2003 im Rahmen des Acoustic Angels – No Angels in the Club-Unplugged-Konzertes im Münchner Club P1.

## Musikvideo

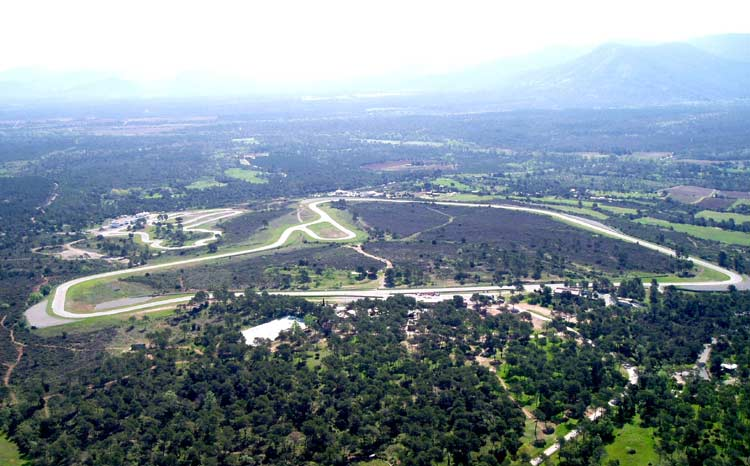
Das Video zu Someday wurde an einer Rennstrecke in Le Luc, Frankreich gefilmt.

Das Musikvideo zu Someday wurde am Anfang Juni 2003 im südfranzösischen Le Luc, einer Gemeinde im Département Var in der Region Provence-Alpes-Côte d’Azur gedreht. Als Kulisse des 20-stündigen Drehs diente der Circuit du Var, eine ehemalige Teststrecke des Formel-1-Teams des Automobiles Gonfaronnaises Sportives (AGS). Für die Regie heuerte Cheyenne Records Musikvideoregisseurin Katja Kuhl an; ausführende Produktionsgesellschaft war die Bigfish Filmproduktion. Die Videopremiere fand im 25. Juni 2003 bei MTV Select auf dem Fernsehsender MTV statt.

## Coverversionen
Eine spanischsprachige Version von Someday erschien unter dem Titel Lo puedo lograr (spanisch für „ich kann es schaffen“) in etwa zeitgleich zu Pure auf dem Debütalbum Belinda (2003) der gleichnamigen mexikanischen Sängerin. 2021 gehörte das Lied zu jenen Titeln, die Benaissa, Diakovska, Mölling und Wahls für eine Neuinterpretation anlässlich ihres zwanzigjährigen Jubiläums auswählten. Die von Christian Geller produzierte Neuaufnahme wurde später auf dem Album 20 (2021) veröffentlicht. Aufgrund der im Rahmen der COVID-19-Pandemie ausgerufenen Reiserestriktionen erfolgten die Aufnahmen zur Celebration Version von Someday getrennt. Während Benaissa und Wahls ihre Gesänge in Gellers Tonstudio in Andernach aufnahmen, traten Diakovska und Mölling in ihren Heimatorten in Bulgarien und in den Vereinigten Staaten vor das Mikro.

## Single
Maxi-Single
| Nr. | Titel                            | Autor(en)                                | Produzent(en)             | Länge |
| --- | -------------------------------- | ---------------------------------------- | ------------------------- | ----- |
| 1.  | Someday (Radio Edit)             | Niklas Hillbom, Thomas Jansson           | Thorsten Brötzmann        | 3:15  |
| 2.  | Someday (Extended Mix)           | Hillbom, Jansson                         | Brötzmann                 | 4:24  |
| 3.  | Someday (Karaoke – Instrumental) | Hillbom, Jansson                         | Brötzmann                 | 3:14  |
| 4.  | Someday (Live at the Club)       | Hillbom, Jansson                         | Brötzmann                 | 3:57  |
| 5.  | 2 Get Over U (Big Band Version)  | Sandi S., Tim Brettschneider, Alan Glass | Till Brönner, Jens Kuphal | 3:23  |

2-Track-Single
| Nr. | Titel                  | Autor(en)        | Produzent(en) | Länge |
| --- | ---------------------- | ---------------- | ------------- | ----- |
| 1.  | Someday (Radio Edit)   | Hillbom, Jansson | Brötzmann     | 3:15  |
| 2.  | Someday (Instrumental) | Hillbom, Jansson | Brötzmann     | 3:12  |

## Mitwirkende
- Nadja Benaissa – Gesang
- Thorsten Brötzmann – Keyboard, Produzent
- Lucy Diakovska – Gesang
- Stefan Hansen – Keyboard
- Niklas Hillbom – Komponist, Liedtexter
- Thomas Jansson – Komponist, Liedtexter
- Michael Knauer – Keyboard
- Joachim „Jeo“ Mezei – Abmischung, Keyboard
- Sandy Mölling – Gesang
- Vanessa Petruo – Gesang
- Claus Üblacker – Toningenieur
- Peter Weihe – Gitarre[2]

## Charts und Chartplatzierungen
Someday wurde am 14. Juli 2003 als zweite Vorabauskopplung aus dem Album Pure (2003) veröffentlicht und erreichte als siebte Single der Band die Top 5 der deutschen Singlecharts. Das Lied hielt sich in Deutschland insgesamt neun Wochen in den Ranglisten. In Österreich gelang dem Song der Einstieg auf Platz 16 der Ö3 Austria Top 40. Die Single verweilte 13 Wochen in den Charts. In der Schweiz stieg das Lied noch vor Leadsingle No Angel (It’s All in Your Mind) (2003) auf Platz 36 ein und hielt sich fünf weitere Wochen in der Schweizer Hitparade.
| ChartsChartplatzierungen | Höchstplatzierung | Wochen |
| ------------------------ | ----------------- | ------ |
| Deutschland (GfK)        | 5 (9 Wo.)         | 9      |
| Österreich (Ö3)          | 16 (13 Wo.)       | 13     |
| Schweiz (IFPI)           | 36 (6 Wo.)        | 6      |